# Brasil na Copa do Mundo FIFA de 1962
A edição de 1962 da Copa do Mundo marcou a sétima participação da Seleção Brasileira de Futebol nessa competição. Era o único país a participar de todas as edições do torneio da FIFA, fato que persistirá pelo menos a edição realizada atualmente no Catar em 2022. Foi a primeira em que o Brasil defendia o título de campeão, após a conquista do Mundial da Suécia, em 1958.
Garrincha foi eleito o melhor jogador da competição. Terminou a competição como um dos artilheiros com 4 gols, e ainda deu duas assistências; além de belos lances e dribles desconcertantes. Com o desempenho, Garrincha teve o status de um ídolo nacional aumentado, com o lançamento de um documentário, Garrincha, Alegria do Povo e o romance com a famosa cantora Elza Soares.
O treinador foi Aymoré Moreira e o capitão Mauro.
A campanha brasileira também foi marcada pela lesão de Pelé, na segunda partida da primeira fase contra a Tchecoslováquia. O rei foi substituído por Amarildo, que em surpreendente desempenho terminou como vice-artilheiro do torneio.

## Eliminatória
Por conquistar do Mundial da Suécia, em 1958, a Seleção não disputou as eliminatórias, já que o último campeão tinha vaga assegurada junto com o anfitrião (Chile).

## Preparação para a Copa
Depois da campanha vitoriosa de 1958 o então presidente da Confederação Brasileira de Desportos (CBD, atual CBF), João Havelange decidiu repetir todos os passos do planejamento anterior para a conquista do bi campeonato.
A comissão técnica era quase a mesma de 58. Uma das poucas mudanças foi no cargo de técnico: saiu Vicente Feola, que sofria de nefrite aguda e problemas cardíacos, e entrava Aymoré Moreira. O time também contava com muitos jogadores da campanha anterior, mesmo aqueles já na época com idade mais avança: Nilton Santos (37 anos), Didi (32), Djalma Santos (33), Zito (29), Zagallo (30), entre outros. De fato, a média da seleção era de mais de 27 anos, um número considerado alto. Didi, que havia feito 4 assistências na Copa do Mundo de 1954, e 6 assistências na Copa do Mundo de 1958; não deu assistências nesse mundial, embora ainda fosse um titular importante com passes precisos, mas menos determinantes no ataque.
Havia pedidos de renovação. O mais polêmico, foi do ex-jogador e então comentarista Leônidas da Silva, que defendeu a substituição de Garrincha por Jair da Costa. Nelson Rodrigues reagiu "é o caso de perguntar se isso é obtusidade córnea ou má fé cínica" e se o "palpite irresponsável" de Leônidas fosse levado em consideração "o país viria abaixo".
O Brasil era amplamente favorito. Em 27 de maio de 1962, as bolsas inglesas pagavam 1.5 pelo título do Brasil. Argentina vinha com 5, Uruguai e União Soviética com 6.

## Primeira Lista
Na primeira convocação foram chamados 41 jogadores (23 paulistas, 17 cariocas e 1 gaúchos).
- Goleiros: Gylmar dos Santos Neves, Castilho, Valdir de Moraes, Laércio.
- Zagueiros: Djalma Santos, Jair Marinho, Joel, Bellini, Mauro, Djalma Dias e Airton Ferreira da Silva, Nilton Santos, Barbosinha, Zózimo, Calvet, Aldemar, Jurandir de Freitas, Altair, Ivan de Freitas e Rildo.
- Meias: Zito, Carlinhos Violino, Zequinha, Benê, Didi, Mengálvio e Chinesinho.
- Atacantes: Garrincha, Júlio Botelho, Jair da Costa, Pelé, Coutinho, Amarildo, Vavá, Quarentinha, Nei Oliveira, Prado, Zagallo, Pepe e Germano

Com esses jogadores a seleção seguiu para Campos do Jordão para exames clínicos. Feitos os testes, a equipe seguiu para treinar em Nova Friburgo (RJ). Nesse mês de treinamento foram decididos os 22 jogadores. Como em 1958 só havia jogadores de clubes paulistas ou cariocas (13 atuavam em São Paulo, 9 no Rio).

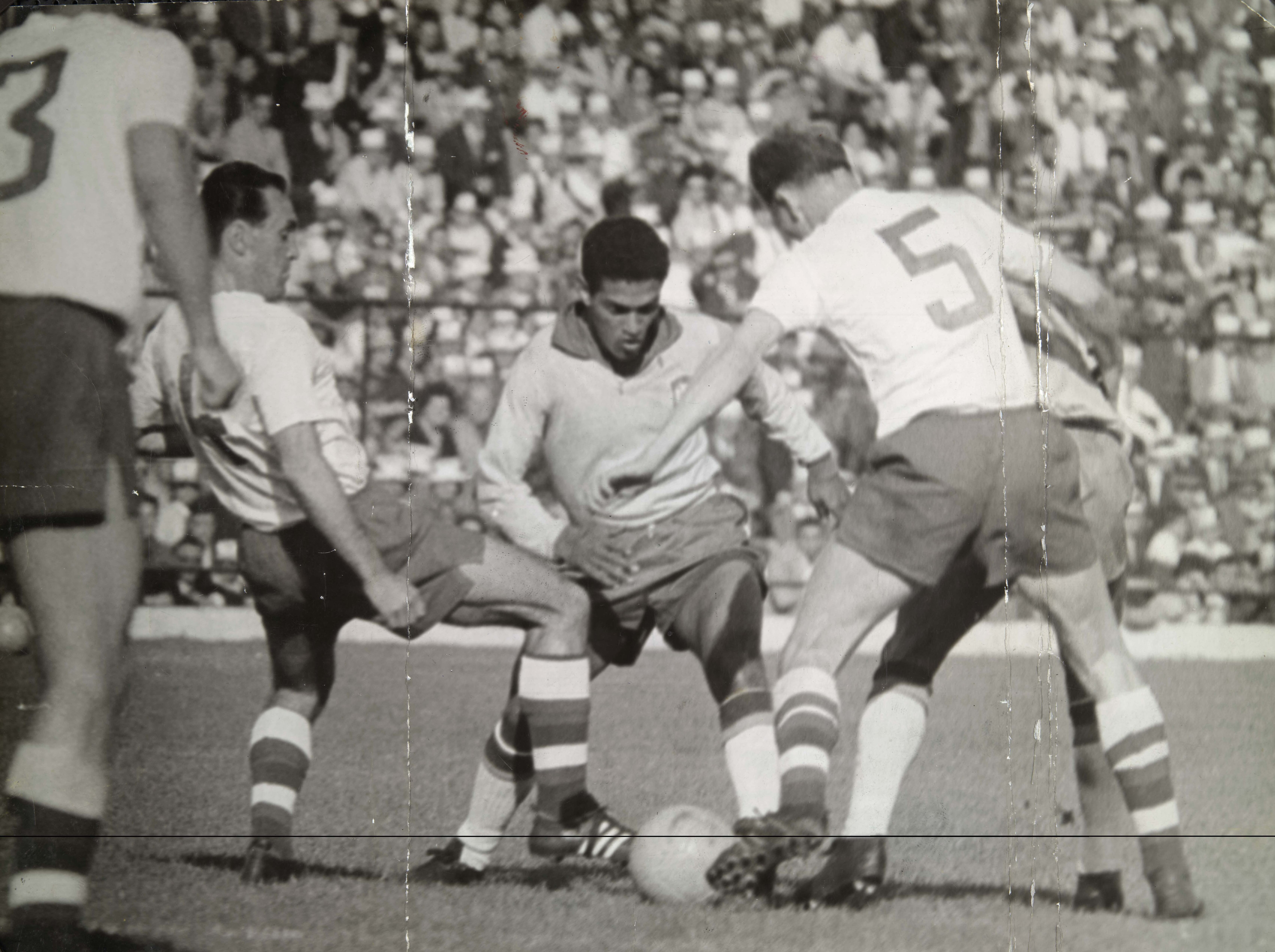
Garrincha na Copa de 1962

Já com a lista final, o Brasil começou a realizar a preparação no início de abril. O primeiro amistoso foi uma vitória sobre o Paraguai por 6 a 0 no dia 21 de abril. Como otimismo da torcida, o Maracanã recebeu mais de 100 mil pessoas e uma arrecadação recorde de 21 milhões de cruzeiros. Três dias depois, o Brasil voltou a derrotar o Paraguai, 4 a 0, dessa vez no Pacaembu. O Brasil seguiu para treinar em Serra Negra (SP). Nesses amistosos Coutinho jogou no lugar de Vavá, Pepe no lugar de Zagallo e Zózimo no lugar de Orlando (esse último não convocado). De resto foi mesmo time titular que enfrentou a Suécia na Final da Copa do Mundo FIFA de 1958.

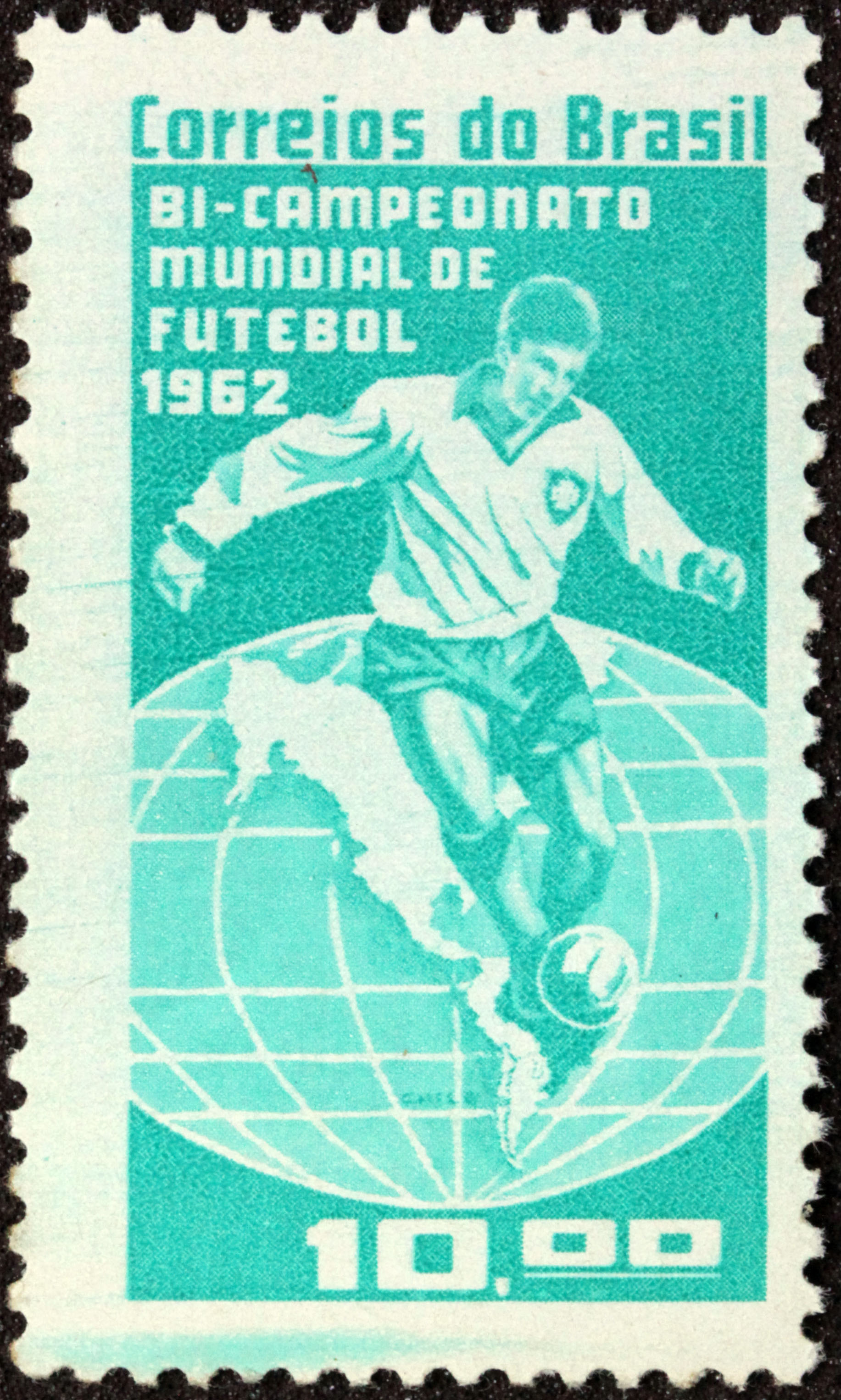
Selo brasileiro comemorativo ao bicampeonato, ocorrido na copa de 1962

O Brasil realizou dois amistosos duros contra Portugal, cuja equipe Benfica havia acabado de conquistar a Taça dos Clubes Campeões Europeus de 1961–62 em 2 de maio. Os jogadores portugueses recém consagrados, como Eusébio, Coluna e Costa Pereira; perderam para o Brasil no Pacaembu por 2 a 1 em 6 de maio e no Maracanã por 1 a 0 em 10 de maio. Vavá e Zagallo retornaram ao time titular na primeira partida. Na segunda partida jogaram Pepe e Amarildo. O grande destaque foi Pelé que deu o passe para o gol da vitória de Zequinha no primeiro jogo e fez o gol da vitória no segundo jogo em cruzamento de Zequinha. O Brasil se despediu com duas vitórias sobre o País de Gales, ambas por 3 a 1, e novamente um jogo no Pacaembu e outro no Maracanã. Pepe e Zagallo voltaram a se alternar no time titular, mas Coutinho foi titular no lugar de Vavá nos dois jogos.
Nesses amistosos, ocorreu o último corte do Brasil. Julinho, que não estava treinando com a equipe, pediu dispensa alegando não estar com condições físicas. O Daily Mirror considerou o Brasil o grande favorito ao título. E o técnico do País de Gales, Jimmy Murphy declarou: "O Brasil possui hoje uma equipe superior a de 1958. Possui um ataque mais potente e direto. Desfere chutes mais frequentes e inteligentes. Não creio que haja ninguém que os detenha".
No dia 19 de Maio de 1962 a Seleção fez seu último treino no Brasil, no campo do Fluminense. A partir daí foi recebida por vários políticos, entre eles o governador do extinto estado da Guanabara, Carlos Lacerda, e o presidente da época, João Goulart. De Brasília rumou para Campinas, onde embarcou às 19h30 de 20 de maio para o Chile.
Já no Chile, Aymoré Moreira anunciou que o ataque seria o mesmo de 1958. Geraldo Romualdo Silva escreveu: "Tal como em 1958, quando começou a treinar sem maior cotação, Vavá foi, pouco a pouco, pela gana e objetividade despertando a atenção da direção técnica brasileira. Quando entrou foi para não sair mais, constituindo-se, inclusive no goleador do Brasil. Diremos que Vavá ganhou o posto no Pacaembu, quando brigou como na jornada da Suécia.". O Brasil realizou jogos treinos contra o Santiago Wanderers, 2 a 1, dividido em três tempos de 30 minutos, e contra o Everton, 9 a 1. 

## Convocação Final
Goleiros: Gilmar (Santos) e Castilho (Fluminense).
Laterais: Djalma Santos (Palmeiras), Nílton Santos (Botafogo), Jair Marinho (Fluminense) e Altair (Fluminense).
Zagueiros: Mauro (Santos), Bellini (São Paulo), Zózimo (Bangu) e Jurandir (São Paulo).
Meio-campistas: Zito (Santos), Didi (Botafogo), Zequinha (Palmeiras), Mengálvio (Santos).
Atacantes: Garrincha (Botafogo), Zagallo (Botafogo), Vavá (Palmeiras), Pelé (Santos), Jair da Costa (Portuguesa de Desportos), Coutinho (Santos), Amarildo (Botafogo) e Pepe (Santos).

## Campanha

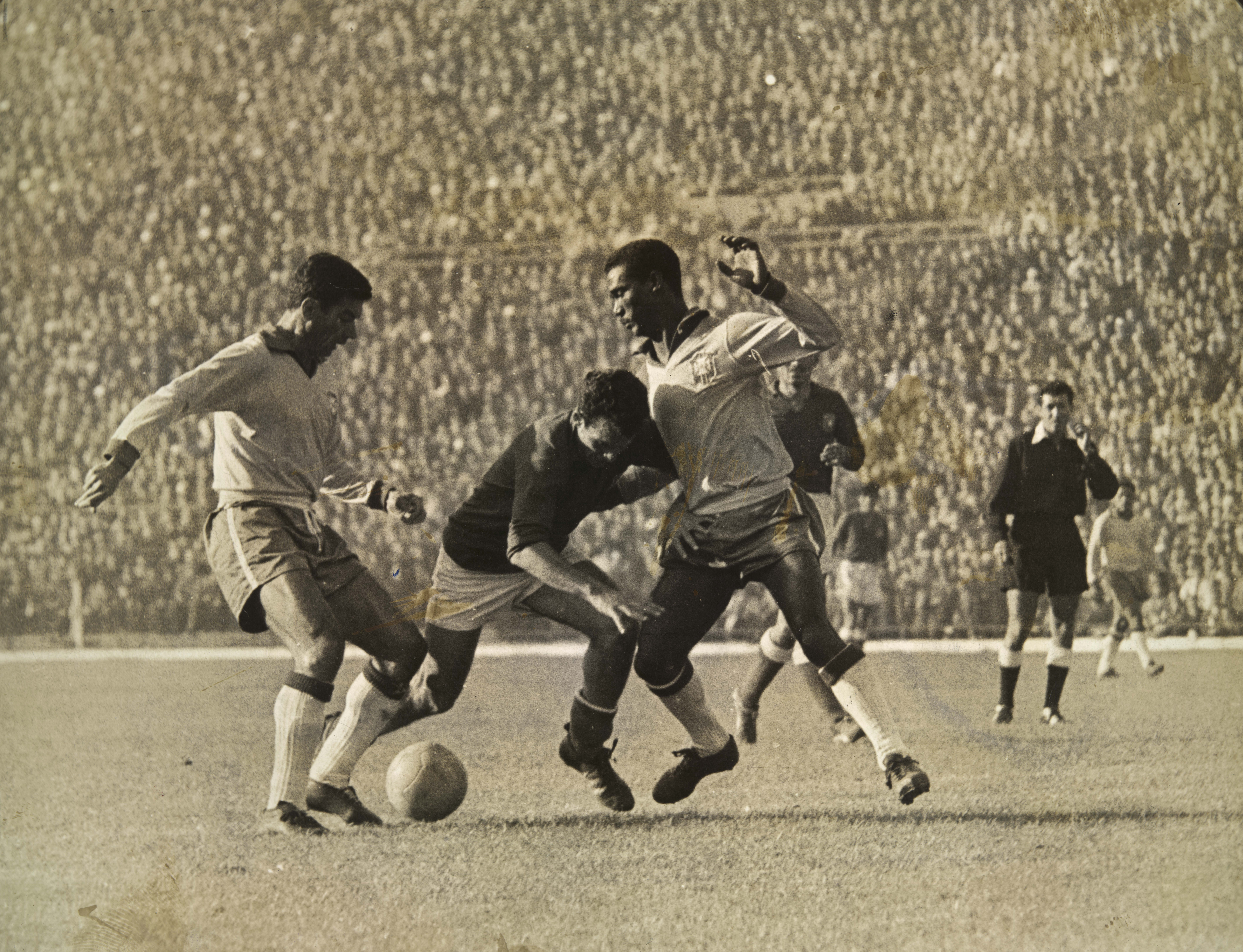
Nilton Santos e Didi em jogo da Copa de 1962

O Brasil estreou vencendo o México 2 a 0. Zagallo em cruzamento de Pelé e Pelé em jogada individual. Na segunda partida, empate em zero a zero com os Tchecos. Pelé saiu de campo aos 28 minutos do primeiro tempo. A lesão privou o mundial do Pelé em seu auge físico e técnico, que disputou apenas a primeira partida, mas foi bicampeão mundial de clubes com o Santos em 1962 e 1963.  Para o jogo contra a Espanha, Amarildo foi escolhido o substituto. A lesão de Pelé deixou o clima apreensivo. Amarildo declarou "tenho coração para substituir o Pelé", o rei tranquilizou a torcida: "A contusão não é tragédia e o Brasil não depende só de mim". Foi um dos jogos mais difíceis da campanha. A Espanha saiu na frente com um passe de Puskas para Adelardo Rodríguez. Collar foi derrubado por Nilton Santos na área, , mas o juiz deu falta fora da área em um dos lances polêmicos do mundial. Na cobrança de falta, Peiró marcou de bicicleta, mas a jogada foi anulada por jogo perigoso pelo juiz Sergio Bustamante. O Brasil empatou aos 25 minutos do segundo tempo, cruzamento de Zagallo para Amarildo. Aos 30 do segundo tempo, Garrincha cruzou para Amarildo. 2 a 1. O Jornal dos Sports reconheceu a superioridade espanhola no primeiro tempo, mas exaltou a "reação notável" do Brasil na segunda etapa. Para o jornal foi uma vitória "dramática e espetacular" da seleção que reagiu a uma "derrota quase certa".
 

Nas quartas de final, Brasil 3 a 1 na Inglaterra, com o show de Garrincha. Corner de Zagallo para Garrincha. 1 a 0. Greaves cabeceou na trave e Hitchens pegou o rebote. 1 a 1. No segundo tempo, Garrincha bateu falta, o goleiro Springett soltou e Vavá no rebote fez. 2 a 1. Amarildo para Garrincha. 3 a 1. A imprensa inglesa louvou a atuação de Garrincha, comparando-o com estrelas inglesas do passado, Garrincha seria uma espécie de "Stanley Matthews, Tom Finney e um encantador de serpentes reunidos em um só jogador”.

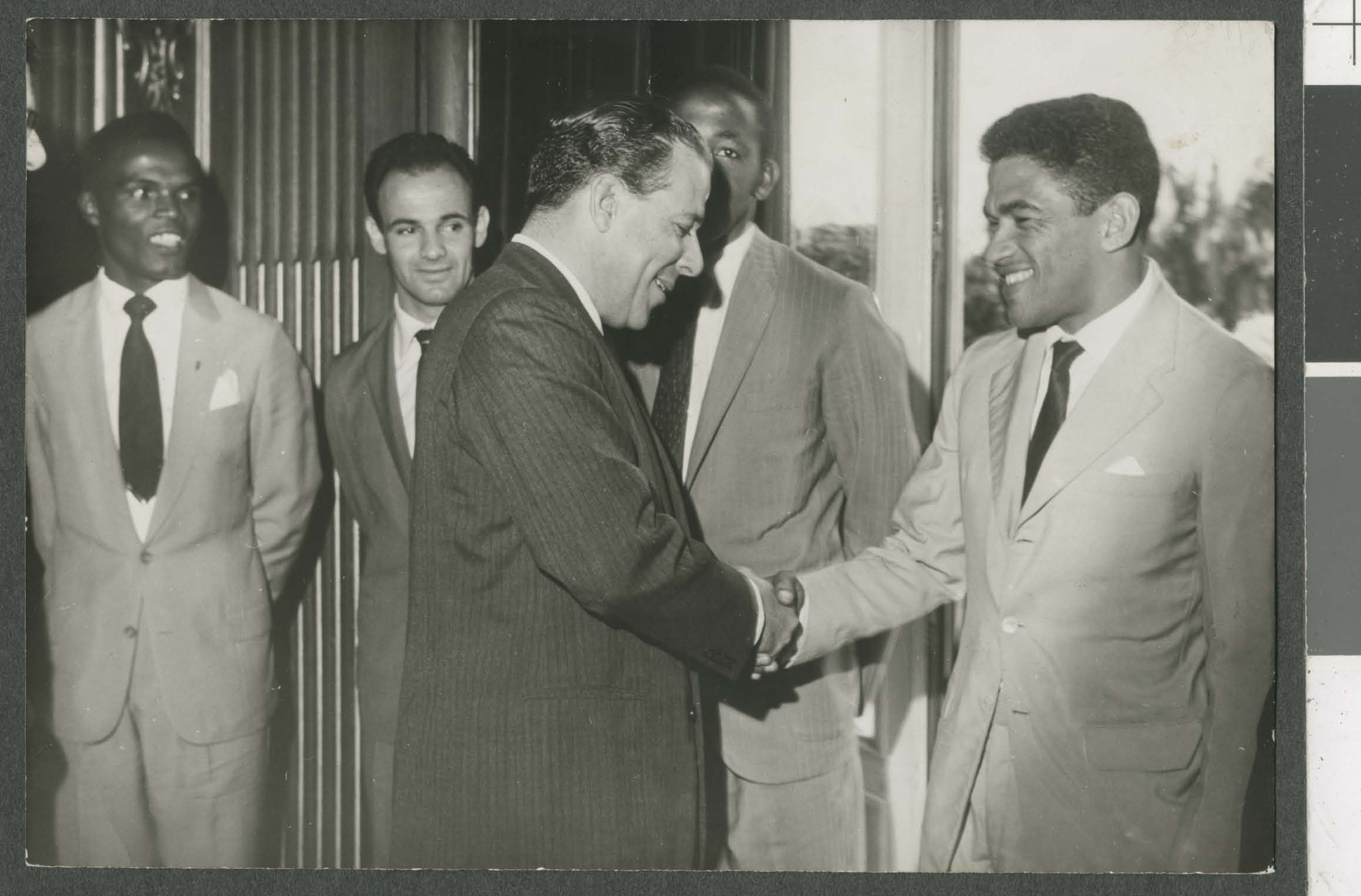
Seleção Brasileira é recebida pelo presidente João Goulart. Na imagem, Garrincha e Jango se cumprimentam.

Na semifinal, Brasil 4 a 2 no Chile. Vavá para Garrincha 1 a 0. Corner de Zagallo para Garrincha. 2 a 0. Toro cobrando falta. 2 a 1. Corner de Garrincha para Vavá. 3 a 1. Mão na bola de Zózimo. Sánchez converteu. 3 a 2. Zagallo cruzou e Vavá. 4 a 2. Após a semifinal, o jornal chileno El Mercurio estampou na manchete: "Garrincha, de que planeta vieste?".
Garrincha foi expulso do jogo, mas os cartolas conseguiram tirar a suspensão da súmula do jogo. Segundo a Espn: "As versões para esse caso são muitas, desde subornos de 5 mil a 15 mil dólares ou viagem urgente para seu país-natal, passando por um mero “convencimento” de que Garrincha ficar de fora da final da Copa seria um absurdo." Zagallo alegou: “Eu sei que deram um sumiço no bandeirinha, para ele não assinar a súmula. Para nós, foi ótimo, porque a intranquilidade passou para o adversário, com o Garrincha em campo”.
Na Final da Copa do Mundo FIFA de 1962, o Brasil ganhou da Tchecoslováquia por 3 a 1. Garrincha estava com febre de 38 graus. Pospíchal para Masopust. 0 a 1. Zagallo para Amarildo. 1 a 1. Amarildo cruzou para Zito. 2 a 1. Vavá aproveitou a falha do goleiro. 3 a 1.

## A Copa de 1962
Primeira Fase:
| 30 de maio 15:00 | Brasil               | 2 – 0     | México | Viña del Mar, Estádio Sausalito Árbitro: Deinst (Suíça) Público: 10484 |
|                  | Zagallo 56' Pelé 73' | Relatório |        |                                                                        |

| 2 de junho 15:00 | Brasil | 0 – 0     | Tchecoslováquia | Viña del Mar, Estádio Sausalito Árbitro: Schwinte (França) Público: 14903 |
|                  |        | Relatório |                 |                                                                           |

| 6 de junho de 1962 15:00 | Brasil            | 2–1         | Espanha       | Viña del Mar, Estádio Sausalito Árbitro: Marino (Uruguai) Público: 18715 |
|                          | Amarildo 72', 86' | (Relatório) | Rodríguez 35' |                                                                          |

### Quartas-de-final
| 10 de junho de 1962 14:30 | Brasil                      | 3–1         | Inglaterra   | Viña del Mar, Estádio Sausalito Árbitro: Schwinte (França) Público: 17736 |
|                           | Garrincha 31', 59' Vavá 53' | (Relatório) | Hitchens 38' |                                                                           |

### Semi-finais
| 13 de junho de 1962 18:32 | Brasil                          | 4–2         | Chile                     | Santiago, Estádio Nacional de Chile Árbitro: Yamasaki (Peru) Público: 76500 |
|                           | Garrincha 9', 32' Vavá 47', 78' | (Relatório) | Toro 42' Sánchez 61'(pen) |                                                                             |

### Final

#### Detalhes da partida
| 17 de junho de 1962 | Brasil                             | 3 – 1     | Tchecoslováquia | Estádio Nacional de Chile ,Santiago       |
| 14:30               | Amarildo 17' · Zito 69' · Vavá 78' | Relatório | Masopust 15'    | Público: 68 679 Árbitro: Nikolay Latyshev |

| Brasil | Tchecos lováquia |

| GK             | 1  | Gilmar                  |
| LD             | 2  | Djalma Santos           |
| Z              | 3  | Mauro Ramos de Oliveira |
| Z              | 5  | Zózimo                  |
| LE             | 6  | Nílton Santos           |
| M              | 4  | Zito                    |
| M              | 8  | Didi                    |
| PD             | 7  | Garrincha               |
| PE             | 21 | Mário Zagallo           |
| CA             | 19 | Vavá                    |
| CA             | 20 | Amarildo                |
| Técnico:       |    |                         |
| Aymoré Moreira |    |                         |

| GK              | 1  | Viliam Schrojf    |
| LD              | 12 | Jiří Tichý        |
| Z               | 3  | Ján Popluhár      |
| Z               | 5  | Svatopluk Pluskal |
| LE              | 4  | Ladislav Novák    |
| MD              | 17 | Tomáš Pospíchal   |
| V               | 19 | Andrej Kvašňák    |
| ME              | 6  | Josef Masopust    |
| PD              | 11 | Josef Jelínek     |
| CF              | 8  | Adolf Scherer     |
| PE              | 18 | Josef Kadraba     |
| Técnico:        |    |                   |
| Rudolf Vytlačil |    |                   |

| Árbitros Assistentes: Leo Horn (Países Baixos) Bobby Davidson (Escócia) | Regras - 2 tempos de 45 minutos. - 30 minutos de Prorrogação (2 tempos de 15 minutos), caso os 90 min terminem empatados. - Uma nova partida será marcada se, ao final dos 120 min., o placar continuar igual. - Substituições não permitidas. |

| Copa do Mundo FIFA de 1962 |
| Brasil                     |
| -------------------------- |
| Brasil Campeão (2º título) |